# Натали (балет)
«Натали́, или Швейцарская молочница» (фр. Nathalie, ou la Laitière suisse) — балет в постановке балетмейстера Филиппо Тальони на музыку Адальберта Гировеца и Микеле Карафа ди Колобрано, представленный в театре Ковент-Гарден, а затем в Парижской опере в 1832 году.
В балете «Швейцарская молочница» Антуана Титюса и Огюста Блаша, входившем в репертуар европейских театров в тот же период, героиню звали Лидия, а не Натали. Вопрос, насколько были схожи эти постановки и какая из них первична, не вполне прояснён (хотя историк балета В. М. Красовская называет основным автором Тальони, а Титюса — лишь заимствователем его идеи). Возможно, что в основе балета лежал спектакль Гаэтано Джойи «Валашские рудокопы», премьера которого состоялась в миланском театре Ла Скала в 1814 году — по крайней мере, именно так позднее утверждал Тальони.
На основе балета Тальони в 1980 году балетмейстер Пьер Лакотт создал свою версию для балерины Екатерины Максимовой.

## История постановок

### Балет Титюса

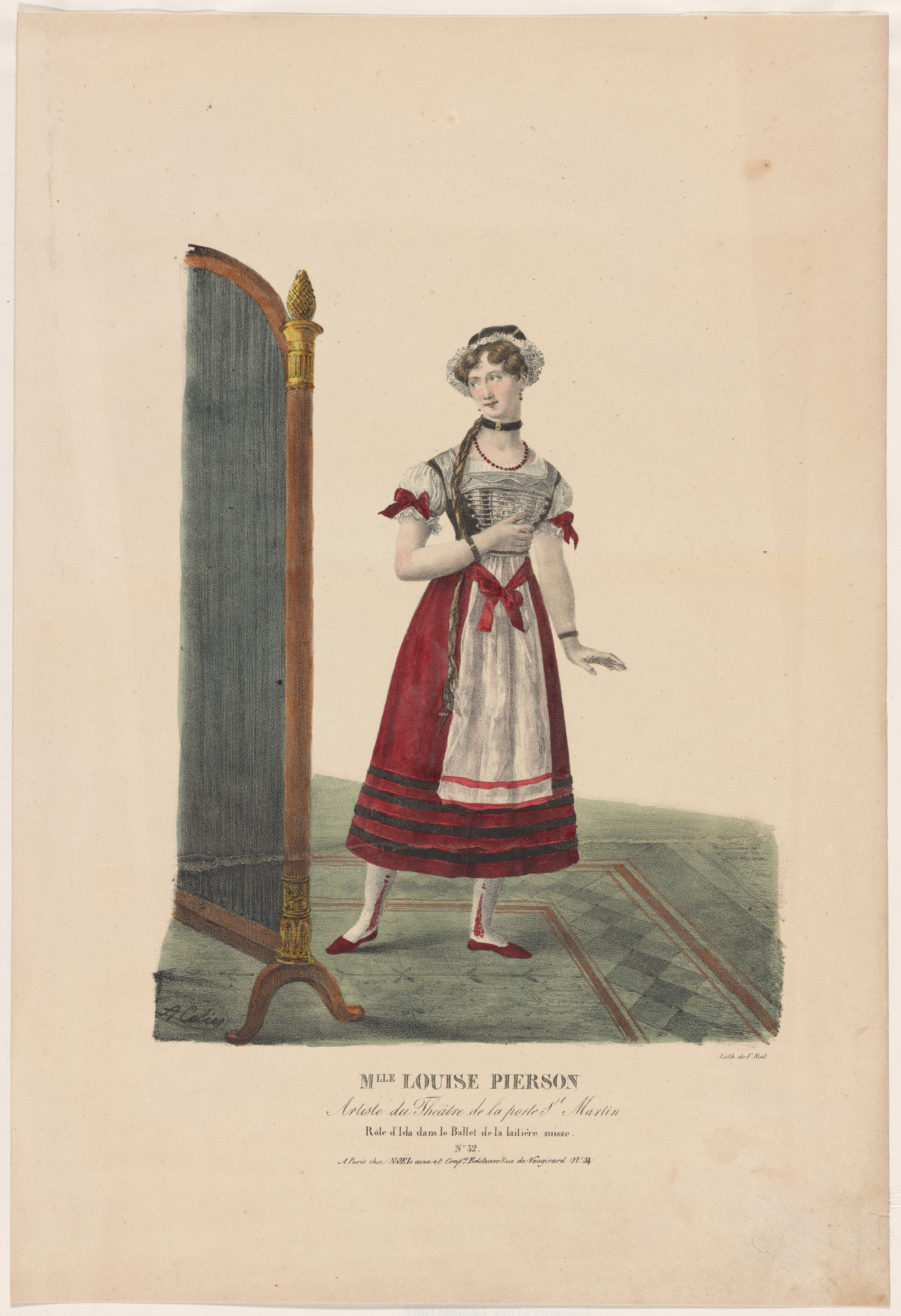
Луиза Пирсон в роли Лиды (Иды?)

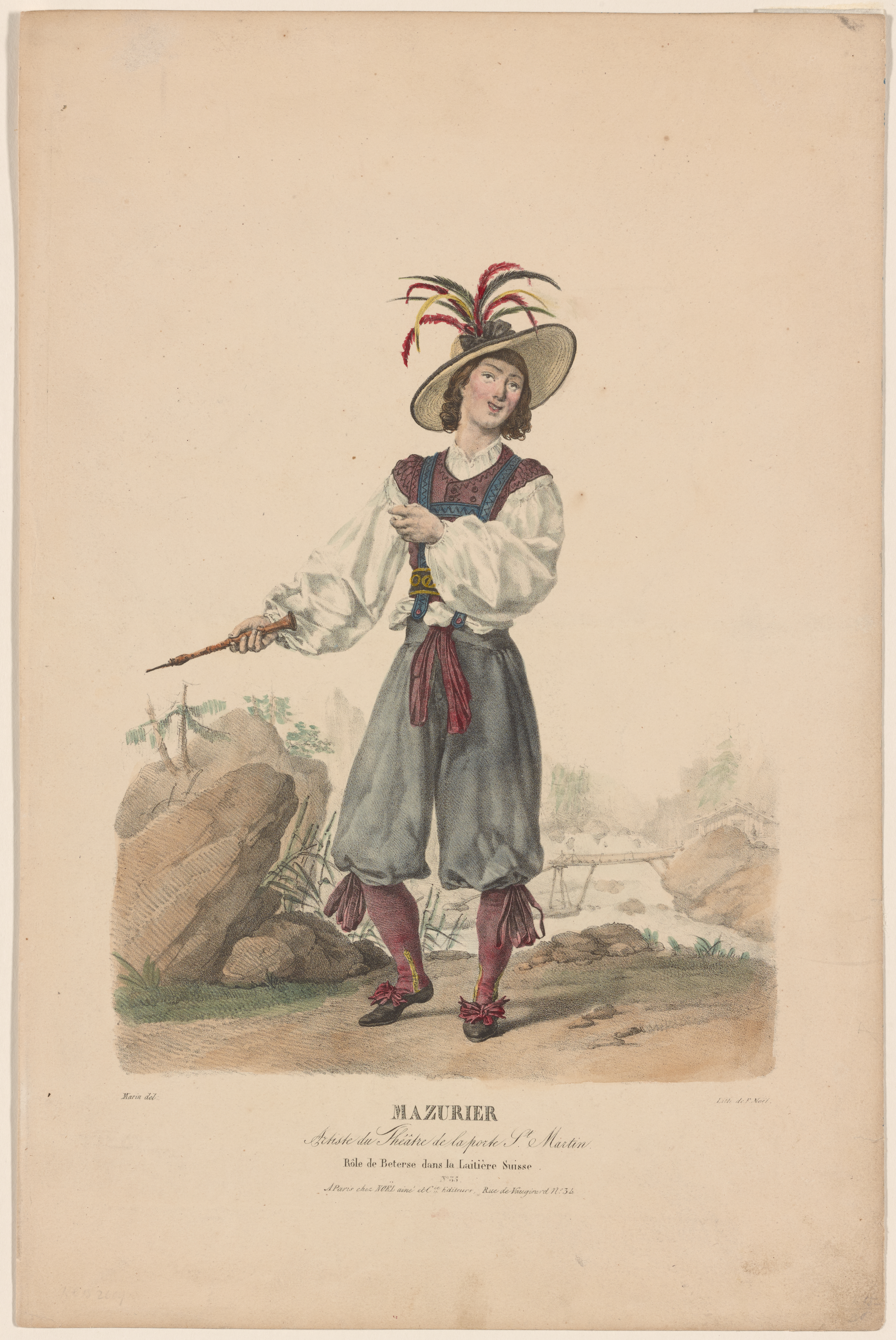
Шарль Мазюрье в роли Бетерса

В Париже балет под названием «Швейцарская молочница» был впервые поставлен в 1815 году французским балетмейстером Антуаном Титюсом, однако тогда никакого успеха не имел. Восемь лет спустя Титюс вернулся к этому названию и совместно с балетмейстером Огюстом Блашем предпринял новую постановку. Премьера двухактного балета-пантомимы «Лида, или Швейцарская молочница» состоялась 25 сентября 1823 года в Театре Порт-Сен-Мартен. Главные роли исполняли Луиза Пирсон (Лида), Пьер-Жан Аньель (дебют танцовщика в этом театре) и Шарль Мазюрье (Бетерс). «Альманах спектаклей» (Almanach des spectacles) 1824 года отмечал, что балет, несмотря на некоторые длинноты, имел успех, «однако не принёс денег, на которые надеялся его автор г-н Титюс».
Семь лет спустя Титюс поставил этот балет в Берлине (премьера состоялась 8 октября 1830 года), а несколько месяцев спустя перенёс в Вену (премьера состоялась 4 февраля 1831 года). В обеих постановках партию Лиды танцевала юная Фанни Эльслер, только начинавшая свою карьеру. Балет открыл новую грань её артистического таланта — склонность к комедийному жанру. Рахель Фарнхаген фон Энзе в восторженном письме к другу и поклоннику Эльслер Фридриху фон Генцу сравнила балерину в этом спектакле с «выходящей из волн Венерой». Сама артистка после венской премьеры писала: «Самое приятное — мой огромный успех в „Молочнице“. Зрители не ожидали увидеть меня в комической роли. Они привыкли к серьёзным ролям и потому были особенно довольны». В 1832 году Эльслер опять гастролировала в Берлине. Критик «Берлинер цайтунг», рассыпаясь в похвалах балерине, не преминул отметить: «…а как она проста в „Молочнице“… Её танец от начала до конца и наивен, и забавен».
Роль Лиды прочно вошла в репертуар балерины. Она исполняла её в Брюсселе во время гастролей в театре Ла Монне в 1843 году наравне с Жизелью, Баядеркой и Сильфидой и, в конце своей карьеры, в 1849 году в Петербурге, в постановке Перро и Петипа.

### Балет Тальони
В 1821 году итальянский танцовщик Филиппо Тальони, только что занявший место балетмейстера венского Гоф-театра представил здесь свою версию «Молочницы» на собственное либретто. Партитуру создал главный дирижёр театра Адальберт Гировец. Премьера состоялась 8 октября.
Десятилетием позднее, в 1832 году, Тальони решил вернуться к этому сюжету и возобновил «Молочницу» сначала в Лондоне, в театре Ковент-Гарден (премьера прошла 14 июля), а потом и в Королевской академии музыки а Париже (7 ноября). «Молочница» стала его следующим спектаклем после необыкновенно успешной «Сильфиды». Партитура Гировеца была пересмотрена Микеле Карафа, итальянским композитором, работавшим в Париже. Премьера «Натали, или Швейцарской молочницы» состоялась 7 ноября 1832 года на сцене Театра Ле Пелетье. Главную партию исполнила дочь балетмейстера Мария Тальони, в роли графа Освальда выступил Жозеф Мазилье — тот же состав, что в марте того же года имел оглушительный успех в «Сильфиде».
Сразу же после премьеры сестра балетмейстера Луи Анри Элиза Анри заявила, что Тальони повторил балет её брата «Валашские рудники» и попытался скрыть плагиат, перенеся действие из Валахии в Швейцарию. Тальони отверг её обвинения, заявив, что позаимствовал идею своего балета не у Анри, а из фрагмента миланского спектакля Гаэтано Джойи «Валашские рудокопы», премьера которого состоялась в Ла Скала ещё в 1814 году.
К 9 мая 1833 года для нового лондонского сезона Тальони-отец осуществил постановку своей «Молочницы» на сцене Королевского театра. Роль Натали вновь исполняла его дочь, её партнёром был танцовщик Альбер. Примечательно, что в этот же период в Королевском театре выступали сёстры Эльслер, однако Фанни выходила в другом репертуаре.

### Балет Петипа
В 1849 году Мариус Петипа совместно с Жюлем Перро представили свою версию балета в Санкт-Петербурге. Молодой танцовщик Петипа лишь недавно прибыл в Россию, и «Лида, швейцарская молочница» стала одной из его первых постановок в Петербурге. Премьера демихарактерного балета в 2 актах 3 картинах на музыку Адальберта Гировеца состоялась 4 декабря на сцене Большого (Каменного) театра и была дана в бенефис постановщика. Главную роли Лиды исполнила австрийская балерина Фанни Эльслер. Так как балет Антуана Титюса был в репертуаре танцовщицы практически на протяжении всей её карьеры, возможно, петербургская постановка Перро и Петипа также базировалась именно на этой версии.

### Балет Лакотта
В 1980[уточнить] году французский балетмейстер Пьер Лакотт специально для прима-балерины Большого театра Екатерины Максимовой поставил этот балет в Москве, в Театре классического балета под руководством Н. Касаткиной и В. Василёва. Лакотт опирался на информацию о балете Филиппо Тальони и использовал партитуру 1832 года Адальберта Гировеца и Микеле Карафа. Балет регулярно шёл на сцене Кремлёвского дворца съездов.

## Сюжет
Либретто балета Тютюса и БлашаМолодой граф похищает доярку Лиду, дочь фермера Бертхайма. Она теряет сознание и приходит в чувство лишь в замке, где первое, что видит — это статую, представляющую её похитителя. Видя, что девушка не слишком напугана, граф занимает место своего изображения. Лида не замечает подмены, пока граф не падает перед ней на колени. Чувства девушки тронуты и она собирается сдаться, когда появляются её родители. Они упрекают графа в соблазнении дочери; тот признает вину и предлагает всё исправить браком. Доярка становится графиней.